# Unia Baptystyczna Wielkiej Brytanii
Unia Baptystyczna Wielkiej Brytanii (ang. Baptist Union of Great Britain) – związek zborów baptystycznych w Anglii i Walii założony w 1891 w wyniku połączenia powszechnych baptystów i reformowanych baptystów. Obecnie liczy 132 tysiące członków w 2080 zborach.
W 2013 po raz pierwszy stanowisko sekretarza generalnego Unii objęła kobieta pastor Lynn Green. Została przyjęta w głosowaniu przez owację na stojąco, a jej inauguracyjne przesłanie brzmiało: „Wierzę, że nasz związek jest gotowy do zmiany pokoleniowej... Nadszedł czas, aby zrzucić myślenie instytucjonalne, które służyło nam dobrze w przeszłości i objąć nowy sposób bycia w XXI wieku”. Obecnie około 10% brytyjskich duchownych baptystycznych to kobiety i oczekuje się, że liczba ta wzrośnie.